# Liste des attaques à la bombe baril durant la guerre civile syrienne
 (mars 2021).
Le contenu est difficilement compréhensible vu les erreurs de traduction, qui sont peut-être dues à l'utilisation d'un logiciel de traduction automatique.
Une bombe baril est un type d'engin explosif improvisé utilisé par l'Armée de l'air syrienne pendant la guerre civile syrienne. Les bombes barils sont généralement fabriquées à partir d'un baril rempli d’explosifs, de carburant et de ferraille, en guise de shrapnel, puis lancés à partir d'un hélicoptère. En raison de la grande quantité d'explosifs qui peut être mis dans un baril, la détonation peut être dévastatrice,. L'armée syrienne a souvent largué ces bombes sur des zones urbaines, provoquant ainsi la mort de nombreux civils. D'après la BBC, entre janvier 2014 et mai 2015, seulement 1 % des personnes tuées par les bombes barils étaient des combattants rebelles. À la fin 2017, plus de 97 % des personnes tuées par bombes barils étaient des civils, dont plus de 25 % étaient des enfants,. D'après le Réseau syrien des droits de l'homme, plus de 68 334 bombes barils ont été utilisées entre le début de la guerre civile et décembre 2017.
Légende :  = attaque chimique impliquée avec le largage des bombes barils.

## 2012
- En août 2012, une bombe baril est lâchée sur le quartier de Hamidiya, à Homs.
- En août 2012, des bombes barils sont lâchées sur Qousseir[8].
- En septembre 2012, il y a de nombreux morts et blessés lors de l'explosion d'une bombe baril dans un quartier résidentiel d'Alep[9].

## 2013
- Fin d'août 2013 : des bombes barils sont larguées sur au moins deux zones d'Alep, dont un parc public de Bab al-Nairab[2].
- Le 8 octobre 2013, une bombe baril est larguée sur le village de Bzabor, situé au sud d'Ariha[10].
- Le 30 novembre 2013, une bombe baril tue au moins 26 personnes à Al-Bab[11],[12],[13].
- Le 1er décembre 2013, une bombe baril tue au moins 20 personnes à Al-Bab[12],[13].
- Entre le 15 et 24 décembre 2013, des bombes barils tuent plus de 300 personnes (plus de 650 personnes d'après le Conseil national syrien)[14] dans plusieurs quartiers d'Alep[15],[16].
- Le 26 décembre 2013, une bombe baril tue au moins 15 personnes à Azaz[17].
- Le 29 décembre 2013, une bombe baril tue au moins 25 personnes à Alep[18].

## 2014

### Janvier
- Le 7 janvier 2014, des bombes barils tuent un nombre inconnu de civils dans la ville de Douma, près de Damas[19].
- Le 12 janvier 2014, des bombes barils tuent au moins 15 personnes à Al-Bab[20].
- Le 14 janvier 2014, des bombes barils tuent un nombre inconnu de personnes à Daraya, Arbin et Zabadani[21].
- Le 14 janvier 2014, une bombe baril est larguée sur le village d'Inkhil, dans le gouvernorat de Deraa[21].
- Le 18 janvier 2014, des bombes barils tuent au moins 60 personnes à Alep[22].
- Le 22 janvier 2014, des bombes barils sont larguées dans le centre de la province de Hama[23].
- Le 24 janvier 2014, des bombes barils sont larguées sur Daraya[24].
- Le 25 janvier 2014, des bombes barils sont larguées sur le quartier industriel d'Alep et sur celui de Cheikh Najjar[24] tuent 10 personnes.
- Le 28 janvier 2014, une bombe baril tue 22 personnes à Alep[25].
- Le 29 janvier 2014, des bombes barils tuent au moins 62 personnes dans les quartiers de Maadi et Salhin, au sud d'Alep[26],[27].
- Le 30 janvier 2014, des bombes barils tuent au moins 11 personnes à Daraya[28].

### Février
- Entre le 1er et le 5 février 2014, des bombes barils tuent au moins 246 personnes à Alep[29].
- Le 8 février 2014, des bombes barils tuent au moins 20 personnes à Alep[30], et un nombre indéterminé de personnes à Daraya[30].
- Le 9 février 2014, des bombes barils tuent au moins 11 personnes à Alep[31].
- Le 11 février 2014, des bombes barils tuent au moins 10 personnes à Alep[32].
- Le 12 février 2014, des bombes barils tuent au moins 38 personnes à Alep, 31 personnes sont tuées à Deraa par le largage de plusieurs bombes barils[33].
- Le 16 février 2014, des bombes barils sont larguées à Alep, Daraya, Khan al-Shih et plusieurs zones d'Idleb[34].
- Le 17 février 2014, une bombe baril est larguée dans le quartier de Masaken Hanano à Alep[35].
- Le 18 février 2014, des bombes barils sont larguées dans plusieurs régions de la Syrie, l'un d'eux, largué sur le camp de réfugiés palestiniens de Deraa, tue au moins 18 personnes[36].
- Le 23 février 2014, des barils d'explosif tuent au moins 12 personnes à Alep[37].

### Mars
- Le 4 mars 2014, des bombes barils sont larguées sur Yabroud[38].
- Le 5 mars 2014, des bombes barils font plusieurs morts à Alep, Yabroud et Daraya[39].
- Le 6 mars 2014, des bombes barils tuent au moins 13 personnes après avoir été larguées à Alep et Yabroud[40],[41].
- Le 7 mars 2014, des bombes barils tuent un certain nombre de personnes à Yabroud[42].
- Le 8 mars 2014, des bombes barils tuent détruisent de nombreux bâtiments, dont une mosquée à Alep[43].
- Le 9 mars 2014, des bombes barils tuent au moins 8 personnes dont un photographe indépendant canadien à Alep[44].
- Le 15 mars 2014, des bombes barils tuent au moins 6 personnes, à Ras al-Maara et Yabroud[45],[46].
- Le 22 mars 2014, des bombes barils sont larguées sur Naima, dans le Gouvernorat de Deraa[47].
- Le 24 mars 2014, des bombes barils sont larguées sur Kessab et le Mont Turkmène[48].
- Le 26 mars 2014, des bombes barils tuent 20 personnes et en blessent 40 autres dans la région d'Anadan, Alep.
- Le 27 mars 2014, des bombes barils sont larguées sur l'Observatoire 45, ainsi que sur Flitah, près de la frontière libanaise, où elles tuent 8 rebelles[49],[50].
- Le 31 mars 2014, des bombes barils tuent au moins 31 personnes après avoir été larguées sur la ville de Maaret al-Artiq, dans la province d'Alep[51].

### Avril
- Le 2 avril 2014, des bombes barils larguées sur les gouvernorats d'Alep et de Deraa tuent au moins 15 personnes[52],[53].
- Le 4 avril 2014, des bombes barils larguées sur la mosquée Dalati et l'hôpital Dar al-Shifa du quartier Shaar d'Alep à une heure de forte affluence tuent environ 50 personnes[54].
- Le 6 avril 2014, des bombes barils causent des dommages importants dans le district d'Anadan, Alep[55]
- Le 11 avril 2014, une bombe baril qui contient des produits chimiques est larguée sur Kafr Zita, au nord de Hama (Attaque chimique de Kafr Zita)[56].
- Le 12 avril 2014, des bombes barils tuent au moins onze personnes à Anadan et dans la province d'Alep[57],[58].
- Le 20 avril 2014, des bombes barils tuent 59 personnes dans la province d'Alep[59].
- Le 22 avril 2014, 38 des bombes barils sont larguées sur les quartiers d'Alep-est, aux mains des rebelles[60].
- Le 24 avril 2014, des bombes barils larguées sur le marché aux légumes tuent au moins 24 personnes à Atarib, Alep[61].
- Le 26 avril 2014, une bombe baril tue au moins 6 personnes dans la ville de Sarmine, Idleb[62], et au moins 10 personnes à Latamné, dans le gouvernorat de Hama[63].
- Le 30 avril 2014, des bombes barils larguées sur une école primaire d'Alep tuent au moins 25 enfants[64].

### Mai
- Le 1er mai 2014, des bombes barils tuent au moins 40 personnes sur un marché d'Alep[65] et une bombe baril tue un réfugié syrien et en blesse 4 autres, dans le village frontalier reculé de Tfail, à l'est du Liban[66].
- Le 10 mai 2014, des bombes barils tuent au moins 46 personnes dans des quartiers est de la ville d'Alep[67].
- Le 11 mai 2014, les forces d'opposition accusent le gouvernement d'avoir contaminé un approvisionnement en eau à Alep après qu'une bombe baril ait frappé l'une des deux stations de pompage de la ville.
- Le 21 mai 2014, des bombes barils détruisent de nombreuses habitations et font de nombreuses victimes dans la ville de Maaret al-Artik, Alep[68].
- Le 22 mai 2014, l'armée syrienne perce le siège de la prison centrale d'Alep après que plus de 100 bombes barils aient été larguées lors de l'offensive finale pour atteindre la prison[69],[70].
- Le 27 mai 2014, des bombes barils tuent au moins 43 personnes dans Alep[71].
- Le 29 mai 2014, des bombes barils auraient fait de nombreuses victimes à Darat Izza, dans la province d'Alep[72]
- Le 30 mai 2014, des bombes barils tuent au moins 20 personnes dans Bustan al-Qasr, quartier d'Alep[73].

### Juin
- Le 2 juin 2014, des bombes barils tuent au moins 22 personnes à Alep[74].
- Le 3 juin 2014, des bombes barils larguées dans la province d'Alep blessent une dizaine de personnes[75] et frappent la Grande Mosquée d'Alep[76].
- Le 4 juin 2014, ds bombes barils ciblent Alep, la ville de Khan al-Shih, la banlieue sud de Damas, plusieurs zones de la province d'Idleb, et Morek, dans la province de Hama[77].
- Le 5 juin 2014, une mosquée est frappée par une bombe baril dans le quartier de Qadi Askar d'Alep[78].
- Le 8 juin 2014, une bombe baril tue au moins 7 personnes dans Tariq al-Bab, quartier d'Alep[79].
- Le 14 juin 2014, des bombes barils tuent au moins 8 personnes à Mayadine, dans le gouvernorat de Deir ez-Zor[80], 13 personnes à Anadan, dans la province d'Alep[81], et détruisent une mosquée à Alep[82].
- Le 16 juin 2014, des bombes barils tuent au moins 37 personnes dans Al-Sukkari et Achrafieh, quartiers d'Alep, et au moins 3 personnes dans plusieurs localités rurales du gouvernorat de Deraa[83].
- Le 18 juin 2014, des bombes barils tuent au moins 20 personnes et en blessent au moins 80, dont plusieurs grièvement, dans le camp de déplacés du village de Shajra, à 2 kilomètres de la frontière jordanienne[84].
- Le 21 juin 2014, des bombes barils tuent au moins 11 personnes dans les quartiers de la Ghouta à Damas[85].
- Le 22 juin 2014, des bombes barils tuent au moins 9 personnes dans les quartiers d'Alep Halak et Bab al-Nasr[86].
- Le 26 juin 2014, des bombes barils tuent pas moins de 49 personnes dans différents lieux dans les provinces d'Alep et de Hama[87].

### Juillet
- Le 6 juillet 2014, des bombes barils tuent 8 membres d'une même famille à Da'el, dans le gouvernorat de Deraa[88].
- Le 11 juillet 2014, des bombes barils tuent au moins 20 personnes à Alep[89].
- Les 16 et 17 juillet 2014, des bombes barils sont larguées sur le centre ville de Morek[90].
- Le 21 juillet 2014, des bombes barils tuent au moins 10 personnes dans le quartier d'Al-Ansari, à proximité de la ville d'Alep[91].
- Le 28 juillet 2014, des bombes barils tuent au moins 9 personnes dans le quartier Shaar d'Alep[92].

### Août
- Le 3 août 2014, des bombes barils tuent au moins 23 personnes à Jabal al Akrad, Jisr al-Choghour et Najia, dans la province d'Idleb[93].
- Le 9 août 2014, des bombes barils tuent au moins 30 personnes et détruisent une mosquée dans le quartier Maadi d'Alep[94].
- Le 10 août 2014, des bombes barils tuent au moins 24 personnes à Hama et Raqqa[95].
- Le 11 août 2014, des bombes barils tuent au moins 25 personnes dans plusieurs quartiers d'Alep et engendrent une coupure de l'approvisionnement en eau et électricité[96].
- Le 13 août 2014, des bombes barils tuent au moins 17 personnes dans les quartiers de Bab al-Nairab et Al-Shaar, à Alep[97].
- Le 14 août 2014, des bombes barils tuent au moins 6 personnes dans le quartier de Maadi d'Alep[98].
- Le 15 août 2014, des bombes barils tuent au moins 10 personnes à Alep[99] et 14 personnes à Rastan[100].
- Le 22 août 2014, des bombes barils tuent au moins 20 personnes à Alep[101].
- Le 24 août 2014, des bombes barils tuent au moins 5 enfants dans trois villages de la province de Deraa[102].
- Le 30 août 2014, des bombes barils tuent au moins 5 personnes de la même famille dans le quartier de Hamra d'Alep[103].
- Le 31 août 2014, des bombes barils tuent au moins 42 enfants en Syrie[104].

### Septembre
- Le 5 septembre 2014, des bombes barils tuent au moins 15 personnes dans le quartier d'Haidariyeh d'Alep[105].
- Le 8 septembre 2014, des bombes barils tuent au moins 7 personnes dans la ville de Tebet al-Imam, près de Hama[106].
- Le 15 septembre 2014, des bombes barils tuent au moins 15 personnes à Talbissé[107].
- Le 18 septembre 2014, des bombes barils tuent au moins 15 personnes à Al-Bab[réf. souhaitée].
- Le 20 septembre 2014, des bombes barils tuent au moins 8 personnes dans les quartiers Arad Hamra, Al Haidarieh et Masakn Hanano d'Alep[108].
- Le 26 septembre 2014, des bombes barils tuent au moins 5 personnes à Rastane et 9 personnes dans l'est d'Alep[109].

### Octobre
- Le 1er octobre 2014, des bombes barils tuent au moins 23 personnes à Alep[110].
- Le 10 octobre 2014, des bombes barils tuent au moins 19 personnes à Deraa[111].
- Le 12 octobre 2014, des bombes barils tuent au moins 12 personnes à Binnish[112].
- Le 19 octobre 2014, des bombes barils tuent au moins 7 membres d'une même famille, dans le village de Sousan, au nord d'Alep[113].
- Le 23 octobre 2014, des bombes barils tuent au moins 10 personnes à Deraa[114], et 15 personnes dans le village de Tal Qarrah, au nord d'Alep[115].
- Le 26 octobre 2014, des bombes barils tuent au moins 12 membres d'une même famille, dans la ville de Bosra, dans la province de Deraa[116].
- Le 29 octobre 2014, des bombes barils sont larguées sur le camp de déplacés d'Abedin, à Idleb et tuent près de 75 civils[117].
- Le 31 octobre 2014, des bombes barils tuent au moins 4 personnes à Rastane, dans la province d'Homs[118].

### Novembre
- Le 6 novembre 2014, des bombes barils tuent au moins 12 personnes à Shaar, près d'Alep[119].
- Le 9 novembre 2014, des bombes barils tuent au moins 21 personnes à Al-Bab[120].
- Le 13 novembre 2014, des bombes barils tuent au moins 20 personnes dans une école primaire à Ras al-Aïn[121].
- Le 17 november 2014, des bombes barils tuent au moins 14 personnes près d'une boulangerie et un restaurant à Al-Bab[122].
- Le 18 novembre 2014, des bombes barils tuent au moins 14 personnes à Qabr al-Inglizi, près des villages de Huraytan et de Kafr Hamrah[123].
- Le 28 novembre 2014, des bombes barils tuent au moins 20 personnes dans le gouvernorat de Deraa[124]. Le même jour, une grande explosion a lieu dans une base aérienne syrienne près de Hama et provoque la destruction totale d'un bâtiment hébergeant la fabrication de bombes barils[125].
- Le 30 novembre 2014, des bombes barils tuent au moins 12 personnes à Jasim, dans le gouvernorat de Deraa[126]

### Décembre
- Le 23 décembre 2014, des bombes barils tuent au moins 7 personnes à Safuhin, dans un quartier de Maarat al-Nouman, dans le gouvernorat d'Idleb[127].
- Entre le 21 et le 26 décembre 2014, selon l'Observatoire syrien des droits de l'homme, le régime syrien largue 193 bombes barils sur l'ensemble de la Syrie[128].
- Le 25 décembre 2014, une bombe baril tue 40 personnes à Al-Bab et Qabaseen, près d'Alep[129].

## 2015

### Janvier
- A la fin du mois de janvier, l'armée de l'air syrienne intensifie ses frappes aériennes quotidiennes, qui comprennent des centaines de bombes barils[130], après un mois où de mauvaises conditions météorologiques l'avaient contriantes à réduire ses sorties aériennes [131].
- Le 14 janvier 2015, des bombes barils tuent 2 personnes et blessent dix autres à Kafr Zita[132].
- Le 20 janvier 2015, des barils d'explosifs tuent au moins 65 personnes et blessent 150 autres sur un marché de Hassaké[133],[134].
- Le 21 janvier 2015, des barils d'explosifs tuent au moins 13 personnes à Houla[135].
- Le 22 janvier 2015, une bombe baril tue 2 filles dans le village d'Haziran, dans le gouvernorat d'Idleb[136].
- Le 23 janvier 2015, des barils d'explosifs tuent au moins 42 personnes dans le village de Hamoriyah, à l'est de la Ghouta. Au moins 4 autres personnes sont tuées à Houla, le jour des prières du vendredi, lorsqu'elles étaient en train de quitter les mosquées[131],[137].
- Le 28 janvier 2015, des bombes barils tuent au moins 8 personnes et blessent une dizaine d'autres dans les villages de Kansafra et d'Al-Bara, situés dans la montagne Zawiya, au sein du gouvernorat d'Idleb[138].
- Le 29 janvier 2015, des bombes barils tuent au moins 6 enfants et blessent 15 autres. De plus, 100 animaux sont également tués lorsque les bombes barils frappent des tentes de bédouins à Hama[139].

### Février
- Le 1er février 2015, des bombes barils tuent au moins une personne à Kafr Naha, dans le gouvernorat d'Alep. Dans le même temps, 30 bombes barils sont larguées sur la ville de Zabadani, le camp de réfugiés palestiens Khan Al-Sheikh et Assal al-Ward[140].
- Le 2 février 2015, des bombes barils tuent au moins 7 personnes à Alep[141] et 17 autres personnes à Khan Cheikhoun[142].
- Le 5 février 2015, des bombes barils tuent au moins 47 personnes sur une place bondée, dans le quartier de Baidin d'Alep[143].
- Entre le 9 et 10 février 2015, des bombes barils tuent au moins 18 personnes à Douma[144].
- Le 21 février 2015, des bombes barils tuent au moins 8 personnes à Alep[145]. Dans le même temps, une bombe baril contenant du gaz nocif est larguée sur Hayan, au nord-ouest d'Alep, blessant gravement 3 personnes en raison de l'inhalation[146].

### Mars
- Le 5 mars 2015, une bombe baril tue au moins 22 personnes dans un square du quartier Qadi Askar à Alep[147].
- Le 9 mars 2015, des bombes barils, dont certaines sont présumées contenir du gaz de chlore, tuent au moins 7 personnes dans le village de Mzeireb, dans le Gouvernorat de Deraa[148].
- Le 10 mars 2015, des bombes barils tuent au moins 8 personnes près de Homs[149].
- Le 12 mars 2015, des bombes barils tuent au moins 6 personnes dans le village d'Alma, dans le gouvernorat de Deraa[150].
- Le 16 mars 2015, des bombes barils remplies de chlore tuent au moins 6 personnes d'une même famille, dont 3 jeunes enfants et cause l'hospitalisation de 70 autres personnes, dans la ville de Sarmin[151],[152],[153].

- Le 23 mars 2015, une bombe baril tue au moins 5 enfants de la même famille à Tafas[154].
- Le 24 mars 2015, une bombe baril remplie de chlore blesse 30 personnes dans le village de Binnish[155].
- Le 26 mars 2015, des bombes barils tuent au moins 22 personnes, et fait de nombreux blessés graves, à Deraa al-Balad, dans la ville de Deraa [156].

### Avril
- Le 1er avril 2015, des bombes barils tuent au moins 7 personnes dans Da'el, 5 personnes dans le village de Ghanto, Gouvernorat de Homs, et 4 personnes dans le quartier d'Al-Fardous d'Alep Est[157].
- Le 3 avril 2015, une bombe baril tue au moins 10 personnes dans le quartier d'Al-Fardous d'Alep[158].
- Entre le 4 et 8 avril 2015, plus de 30 bombes baril sont larguées sur le camp de réfugiés palestiniens de Yarmouk, y compris le seul hôpital fonctionnel de la zone assiégée de Yarmouk[159].
- Le 6 avril 2015, une bombe baril tue au moins 7 personnes dans la ville historique de Bosra, dans le gouvernorat de Deraa[160].
- Le 12 avril 2015, une bombe baril tue au moins 9 personnes dans Alep[161].
- Le 14 avril 2015, des bombes barils tuent au moins 12 personnes dans un abri à Saraqeb et 10 autres personnes dans le Gouvernorat de Deraa[162].
- Le 16 avril 2015, 4 bombes barils contenant des produits chimiques ont été larguées près des villages de Sarmin et Korin, dans le Gouvernorat d'Idleb, asphyxiant 20 personnes, qui ont ensuite été emmenées dans des hôpitaux de campagne pour y être soignées[163] [réf. nécessaire].

- Le 19 avril 2015, une bombe baril tue au moins 6 personnes à Al-Karak al-Sharqi, dans le gouvernorat de Deraa[164].
- Le 29 avril 2015, une bombe baril tue au moins 5 personnes dans le quartier Al-Fardous d'Alep[165].

### Mai
- Le 1er mai 2015, des bombes barils remplies de gaz de chlore tuent une enfant et blessent une quarantaine de personnes à Saraqeb[166].
- Le 3 mai 2015, une bombe baril tue au moins 10  personnes près d'une école dans le quartier de Saif al-Dawla à Alep[167].
- Le 5 mai 2015, une bombe baril tue au moins 9 personnes dans le village de Shawka, à l'est du gouvernorat de Hama[168].
- Le 12 mai 2015, des bombes barils tuent au moins 47 personnes à un arrêt de minibus à Jisr al-Haj, à Alep[169].
- Le 15 mai 2015, une bombe baril remplie de gaz de chlore cause des difficultés respiratoires pour 19 personnes à Mishmishan, dans le Gouvernorat d'Idleb[170].
- Le 15 mai 2015, une bombe baril tue au moins 40 personnes (certaines estimations vont jusqu'à 100) à une boulangerie à Manbij [171].
- Le 20 mai 2015, une bombe baril tue au moins 7  personnes dans le quartier Qadi Askar d'Alep[172].
- Le 22 mai 2015, des bombes barils tuent au moins 11 femmes et filles dans le gouvernorat d'Alep[173].
- Le 23 mai 2015, une bombe baril tue au moins 14 personnes, principalement des enfants, et en blesse des dizaines d'autres, dans le quartier d'Al-Hamidia, à Deir ez-Zor[174].
- Le 30 mai 2015, des bombes barils tuent au moins 84 personnes dans Al-Bab et dans le quartier Shaar d'Alep[175],[176].
- Le 31 mai 2015, des bombes barils tuent au moins 3 personnes dans Al-Bab[177].

### Juin
- Le 2 juin 2015, des bombes barils tuent au moins 18 personnes dans Tell Rifaat, 11 personnes dans Jubb al-Qubbeh, dans Alep Est, et 8 membres d'une même famille à Kafr Sijna, dans le gouvernorat d'Idleb[178].
- Le 4 juin 2015, des bombes barils tuent au moins 20 personnes dans Gouvernorat d'Alep[179].
- Le 6 juin 2015, des bombes barils tuent au moins 10 personnes dans Tell Rifaat[180].
- Le 7 juin 2015, des bombes barils tuent au moins 17 personnes dans le village d'Al-Zaafarana, dans le gouvernorat de Homs[181].
- Le 8 juin 2015, une bombe baril tue au moins 7 personnes dans le quartier Qadi Askar de Tell Rifaat[182].
- Le 9 juin 2015, des bombes barils tuent au moins 20 personnes et en blesse plus d'une quarantaine à Alep[183].
- Le 17 juin 2015, des bombes barils tuent au moins 36 personnes dans Douma[184].
- Le 19 juin 2015, une bombe baril tue au moins 5 personnes et en blesse 1 autres, dans le quartier Maadi d'Alep[185].
- Le 21 juin 2015, des bombes barils tuent au moins 14 personnes et en blesse 20 autres dans deux banlieues d'Alep, dans une recrudescence d'attaques depuis le début du Ramadan[186].
- Le 22 juin 2015, une bombe tue au moins 10 personnes dans une mosquée pendant la prière du soir, dans le quartier d'Ansari à Alep[187].
- Le 24 juin 2015, des bombes barils tuent au moins 7 personnes dans la ville de Jarjanaz, gouvernorat d'Idleb[188].
- Le 27 juin 2015, une bombe baril tue au moins 13 personnes, dont une famille de 9 personnes, et en blesse plusieurs dizaines à Deraa[189].
- Le 28 juin 2015, des bombes barils tuent au moins 7 personnes dans Alep[190].
- Le 30 juin 2015, des bombes barils tuent au moins 15 personnes dans le quartier de Salihin, à Alep, au moins 10 personne dans la région de Jabal al-Zawiya, et au moins 10 personnes à Douma. Au total, au moins 80 personnes sont blessées[191].

### Juillet
- Le 1er juillet 2015, plusieurs bombes barils tuent au moins 15 personnes et font au moins 15 blessés à Al-Salihiya, district d'Alep, et  tuent 5 personnes à Tafas, gouvernorat de Deraa[192].
- Le 8 juillet 2015, une bombe baril tue au moins 15 personnes, pendant l'iftar, dans le quartier de Karam al-Beik, à Alep[193].
- Le 11 juillet 2015, des bombes barils tuent au moins 28 personnes dans Alep et 7 membres d'une même famille, pendant l'iftar, à Al-Harra[194].
- Le 13 juillet 2015, des bombes barils tuent au moins 5 personnes et en blesse au moins 50 autres, à Al-Bab [195].
- Le 15 juillet 2015, des bombes barils tuent au moins 5 personnes dans le village de Tadouf, au nord-est du Gouvernorat d'Alep[196].
- Le 16 juillet 2015, des bombes barils tuent au moins 11 personnes à Al-Bab[197].
- Le 17 juillet 2015, des bombes barils tuent au moins 11 personnes et en blesse 20 à Urum al-Jawz[198].
- Le 18 juillet 2015, des bombes barils tuent au moins 5 personnes dans le village Aysheh, près d'Al-Bab, et 28 bombes-barils sont larguées dans la région de Zabadani[199].
- Le 20 juillet 2015, des bombes barils tuent au moins 3 personnes et en blesse 35 dans le district d'Arbin, dans la Ghouta orientale, près de Damas[200].
- Le 22 juillet 2015, des bombes barils tuent au moins 18 personnes dans Al-Bureij, près d'Al-Bab[201].
- Le 23 juillet 2015, une bombe baril tue au moins 13 personnes dans Gharriya ouest, dans le gouvernorat de Deraa[202].

### Août
- Le 8 août 2015, une bombe baril tue au moins 5 personnes dans le district d'Eriah, gouvernorat d'Idleb[203].
- Le 9 août 2015, des bombes barils tuent au moins 10 personnes dans Al-Qaryatayn[204].
- Le 11 août 2015, des bombes barils contenant du napalm sont larguées sur Daraya, ville assiégée de la banlieue de Damas [205].
- Le 13 août 2015, des bombes barils tuent au moins 13 personnes sur Kafr Awwayed, gouvernorat d'Idleb Kafar Awwyed[206].
- Le 16 août 2015, des bombes barils sont utilisées dans le massacre du marché de Douma.

- Le 22 août 2015, des bombes barils tuent au moins 50 personnes et en blessent au moins 100 à Douma[207].
- Le 24 août 2015, des bombes barils tuent au moins 9 personnes dans Douma et 14 à Al-Bara, et fait des dizaines de blessés[208].

### Septembre
- Le 6 septembre 2015, une bombe baril tue au moins 3 personnes et en blesse des dizaines à Ariha[209].
- Le 16 septembre 2015, des bombes barils tuent au moins 45 personnes dans le quartier Al-Mashhad d'Alep[210].
- Le 17 septembre 2015, des bombes barils tuent au moins 21 personnes dans Bosra[211].
- Le 26 septembre 2015, des bombes barils tuent au moins 5 personnes dans Taftanaz (en)[212].

### Octobre
- Le 2 octobre 2015, des bombes barils tuent au moins 100 personnes dans Alep[213].
- Le 4 et 6 octobre 2015, des bombes barils sont jetés sur une école de l'UNRWA (Office de secours et de travaux des Nations unies pour les réfugiés de Palestine dans le Proche-Orient) dans le camp de Yarmouk[214].
- Le 19 octobre 2015, des bombes barils blessent au moins 5 personnes à Moadamiyeh, dans la banlieue de Damas[215].
- Le 27 octobre 2015, des bombes barils tuent au moins une femme à Daraya[216].

### Novembre
- Le 9 novembre 2015, des bombes barils tuent au moins une personne à Daraya[217].
- Le 19 novembre 2015, des bombes barils tuent au moins 25 fermiers dans Al-Shaykh Maskin[218].
- Le 28 novembre 2015, des bombes barils tuent au moins 7 personnes et en blessent 47 dans un hôpital, à Zafarana, une ville au nord de Homs[219].
- Le 29 novembre 2015, 50 bombes barils sont larguées sur la seule ville de Daraya[220].

### Décembre
- Le 23 décembre 2015, plus de 40 barils d'explosifs sont largués sur la ville de  Moadamiyeh et ses environs, dont certains contiennent un gaz toxique non identifié, tuant au moins 5 personnes. Le 29 décembre 2015, un baril explosif a tué au moins 20 personnes à Al-Ghantu[221],[222].
- Le 29 décembre 2015, une bombe baril tue au moins 20 personnes à Al-Ghantu[223].

## 2016

### Janvier
- Le 12 janvier 2016, 26 des bombes barils sont largués sur Daraya[224].

En janvier, 1 428 barils d'explosif ont été largués, dont 1 123 dans les zones rurales autour de Damas.

### Février
- Le 4 février 2016, des bombes barils sont jetés sur l'hôpital Al-Ghariya, une ville à 10 kilomètres au nord-est de Deraa[226].
- Le 18 février 2016, une bombe baril frappe un hôpital supporté par Médecins sans frontières, dans la Ghouta orientale[227].
- Entre le 24 et 25 février 2016, sur une période de 24 heures, au moins 50 bombes barlis sont largués sur Daraya[228]
- Le 26 février, des douzaines de bombes barils supplémentaires sont largués sur Daraya[229].
- Le 28 février 2016, 5 des bombes barils sont jetés sur le village de Najiya, et un nombre indéfini de barils d'explosifs sont largués sur le village voisin de Kinda, dans le gouvernorat d'Idleb[230],[231].

### Avril
- Le 10 avril 2016, une bombe baril a blessé une famille de 7 personnes dans le quartier de Haidariyeh à Alep[232].
- Le 24 avril 2016, une bombe baril tue au moins 7 personnes sur le marché du quartier Al-Sakhour à Alep[233].
- Le 27 avril 2016, des bombes barils tuent au moins 50 personnes dans un hôpital d'Alep[234].

### Mai
- Le 2 mai 2016, des bombes barils tuent au moins 3 personnes dans Kafr Hamrah (en)[235].
- Le 5 mai 2016, une bombe baril tue des dizaines de personnes à Al-Khalidiya, près de Khan Tuman[236].
- Le 19 mai 2016, des bombes barils tuent au moins 11 personnes dans Houla[237].
- Le 20 mai 2016, des bombes barils tuent au moins 7 personnes et en blesse 32 à Khan al-Assal et Anadan[238].
- Le 27 mai 2016, des bombes barils tuent au moins 4 personnes dans un quartier d'Alep-est[239].

### Juin
- Le 5 juin 2016, une bombe baril tue au moins 9 personnes dans le quartier Qaterji d'Alep[240].
- Le 8 juin 2016, des bombes barils tuent au moins 15 personnes et en blesse 20 en tombant sur une zone abritant un hôpital et un marché dans le quartier Shaar à Alep[241].
- Le 17 juin 2016, des bombes barils tuent au moins 15 personnes et en blesse des dizaines dans les quartiers Katirci et Tarik el-Bab d'Alep[242].
- Le 19 juin 2016, des bombes barils tuent au moins 10 personnes et blessent 35 personnes à Raqqa[243].

### Juillet
- Le 11 juillet 2016, une bombe baril tue 1 personne dans le quartier d'Al-Jalloum à Alep[244].
- Le 23 juillet 2016, des bombes barils tuent 2 personnes dans la ville d'Alep[245].
- Le 25 juillet 2016, des bombes barils tuent au moins 24 personnes dans le quartier Al-Mashhad d'Alep, et des dizaines de barils d'explosifs sont largués sur Douma, près de Damas[246].
- Le 26 juillet 2016, des bombes barils tuent au moins 6 personnes dans Alep[247].

### Août
- Le 1er août 2016, des bombes barils contenant du gaz de chlore intoxiquent au moins 33 personnes à Saraqeb (Attaque chimique de Saraqeb)[248].
- Le 10 août 2016, des bombes barils contenant un gaz, probablement du chlore, tuent au moins 4 personnes et en blessent 55, dans les quartiers de Seif al Dawla et Zubdiya d'Alep[249],[250].
- Le 19 août 2016, des bombes barils détruisent le seul hôpital de Daraya[251].
- Le 20 août 2016, une bombe baril tue une mère et ses 6 enfants dans le quartier Al-Jaloum d'Alep[252].
- Le 25 août 2016, une bombe baril tue au moins 15 personnes de la même famille et en blesse 18 à Bab Al-Nairab, à Alep[253],[254].
- Le 27 août 2016, des bombes barils tuent au moins 25 personnes en frappant une procession funéraire (pour les victimes tuées par les attaques aux bombes barils du 25 août) et des sauveteurs arrivés après, à Bab Al-Nairab[255].

### Septembre
- Le 4 septembre 2016, des bombes barils tuent au moins 3 personnes et en blessent 20 autres à Alep[256].
- Le 6 septembre 2016, une bombe baril contenant du chlore tue au moins 2 personnes et en blesse au moins 120 autres, dans le quartier d'al-Sukkari d'Alep[257].
- Le 7 septembre 2016, des bombes barils tuent au moins 20 personnes dans le quartier d'al-Sukkari d'Alep[257].
- Le 10 septembre 2016, des bombes barils tuent au moins 10 personnes à Alep[258].
- Le 18 septembre 2016, des bombes barils tuent au moins 10 personnes et en blesse plusieurs à Da'el[259],[260].
- Le 21 septembre 2016, des bombes barils tuent au moins 4 personnes et en blessent 11 autres dans le quartier d'Al-Sukkari d'Alep[261].
- Le 25 septembre 2016, des bombes barils tuent au moins 6 enfants à Alep[262].

### Octobre
- Le 1er octobre 2016, des bombes barils frappent le plus grand hôpital de la partie d'Alep aux mains des rebelles[263].
- Entre le 4 et 9 octobre 2016, plus de 50 barrel des bombes barils frappent le camp de réfugiés palestiniens et ses alentours, à Khan al-Shih[264].
- Le 5 octobre 2016, une bombe baril détruit un centre de la Défense civile à Damas, quelques secouristes volontaires sont blessés[265].
- Le 25 octobre 2016, des bombes barils tuent au moins 2 personnes et blesse 5 combattants de l'opposition dans un village près d'Akhtarin[266].

### Novembre
- Le 14 novembre 2016, plus de 15 des bombes barils contenant du gaz chloreux  visent le camp de réfugiés de Khan al-Shih (en)[267].
- Le 15 novembre 2016, des bombes barils tuent au moins 1 personne et en blesse 5 à Alep[268].
- Le 16 novembre 2016, des bombes barils endommagent l'hôpital pour enfants et l'unique banque de sans du siège d'Alep est[269].
- Le 17 novembre 2016, des bombes barils endommagent la production d'eau de Bab al-Nairab (en)[270].
- Le 20 novembre 2016, une bombe-baril contenant du chlore gazeux tue par asphyxie une famille de 4 enfants et leurs parents dans le quartier de Sakhour, à Alep[271].
- Le 24 novembre 2016, une bombe baril tue au moins une personne à Bab al-Nairab (en)[272].
- Le 29 novembre 2016, une bombe baril tue au moins 25 personnes à Alep[273].

### Décembre
- Le 4 décembre 2016, une bombe baril tue au moins 6 membres de la même famille, dont 4 enfants, à Al-Tamanah (en)[274],[275].
- Le 5 décembre 2016, une bombe baril tue au moins 4 personnes dans le quartier de Zabadiyeh, à Alep[276],[277].
- Le 9 décembre 2016, une bombe baril tue au moins 4 membres d'une même famille à Alep[278].
- Le 26 décembre 2016, des bombes barils tuent au moins 14 personnes et en blessent des dizaines à Wadi Barada (en), une ville au nord-ouest de Damas[279].

## 2017

### Janvier
- Le 5 janvier 2017, une bombe baril contenant un agent chimique asphyxie plusieurs civils à Wadi Barada, au nord-ouest de Damas[280].

## Expertise syrienne exportée en Russie
Les campagnes de largage de bombes barils ont fait des militaires syriens des experts en fabrication, transport et largage de ces engins et barils d'explosifs improvisés. En 2022, pendant l'invasion de l'Ukraine par la Russie, 50 de ces experts se rendent en Russie, afin, selon les services de renseignements européens, de préparer une campagne similaire en Ukraine. Cependant, de telles opérations n'ont pas été observées en Ukraine pour l'instant, l'implication syrienne dans le conflit restant très faible.